# Communauté rurale d'Adéane
La communauté rurale d'Adéane est une communauté rurale du Sénégal située en Basse-Casamance, à l'est de Ziguinchor. Elle fait partie de l'arrondissement de Niaguis, dans le département de Ziguinchor et la région de Ziguinchor,.
Son chef-lieu est Adéane.
Elle regroupe les villages suivants :
- Adéane
- Agnack Grand
- Agnack Petit
- Baghagha
- Bissine
- Diagnon
- Koundioundou
- Sindone
- Tambacoumba

## Population
Lors du dernier recensement (2002), la CR comptait 8 754 habitants et  1 218 ménages.